# Goehner
Goehner est un village de l'État américain du Nebraska, situé dans le Seward. Selon le recensement de 2010, sa population est de 154 habitants.